# Skanderborg Dyrehave
Skanderborg Dyrehave er beliggende i Skanderborg Skov, og blev oprettet af Frederik 2. omkring 1580. I nyere tid er Dyrehaven kendt for at danne ramme om Skanderborg Festival - Danmarks Smukkeste Festival.

## Den gamle dyrehave
Frederik 2. var kongen, der forvandlede Skanderborg Slot fra en gammel middelalderborg til et prægtigt renæssanceslot, og han ville især bruge opholdene på slottet til at dyrke sin store interesse for jagt. I 1580 fik han indhegnet Dyrehaven med et plankeværk, og der blev bl.a. udsat råvildt, kronvildt, vildsvin og kaniner, opdrættet fasaner, agerhøns og kalkuner, og indrettet damme og fiskeparker – og et lysthus. For at forsyne vildtet med vinterfoder blev der dyrket havre og boghvede i Dyrehaven, og forpagteren af Skanderborg Ladegård skulle levere hø. Der var ikke offentlig adgang i Dyreparken, som var forbundet med slottet via en bro over det vandløb, der dengang adskilte Dyrehaven og Slotsholmen, og Dyrehaven forsynede ikke kun hoffet med vildt under deres ophold, der blev også opdrættet vildt til salg og til udsætning.

## Lysthaven
Da man i 1767 begyndte at sælge ud af krongodset blev Dyrehaven på lige fod med slottet og størstedelen af Skanderborg Vildtbane solgt til private ejere. Første ejer var prokurator og senere byfoged i Skanderborg, Ulrik Christian Tolstrup, og efter ham hans søn, Frederik Ludvig Tolstrup. Sønnen havde imidlertid økonomiske vanskeligheder, og den efterhånden forsømte skov blev solgt ved offentlig auktion i 1824, hvor Johan Ludvig Jensen til Lundberg købte den og bl.a. opførte landejendommen Sølund, hvor de efterfølgende skovejere boede. Det var også ham, der overdrog bestyrelsen af skoven til købmand Frederik Kindler, som i 1820’erne fik indrettet Bomskolen, en planteskole med brønd og pumpe, og som sørgede for at få udplantet en masse træer i den forsømte skov. Det var også Kindler der fik opstillet Prins Ferdinands Minde, byens ældste mindesmærke.
I skovens østlige del indrettede konditor Brandt i 1852 to danseestrader med faner, fakler og kulørte lamper – én estrade til byens lærlinge og én til mestre og svende – og mellem dem et bræddeskur, hvorfra forfriskninger blev solgt. På indgangens æresport stod verset: ”Velkommen udi skovens hal! Nu tier stær og nattergal. Mens hornets toner kalder hver til dansen med sin hjertenskær.” I 1856 opførte Dyrehavens ejer Salonen, en stor træpavillon beliggende ved siden af festpladsen, og Brandt overtog ligeledes forpagtningen af denne sommerrestaurant.
Dyrehaven var således allerede et yndet udflugtsmål for skanderborgenserne, da både dén, Sølund og Æbelø i 1885 blev overtaget af Skanderborg købstad. Brandts danseestrader og Salonen blev revet ned, og Pavillonen, en ny skovpavillon designet af Anton Rosen, blev opført i 1887 på Fiskerholmen, en odde med udsigt til både Skanderborg Sø og Lillesø. Nogle år senere opførte man også lukket danseestrade, og en overdækket musiktribune til friluftskoncerter, som først blev nedrevet i 1920’erne. Sølund blev udlejet til gæstgiver Andersen fra Hotel Phønix.

## Guldbryllupsanlægget og nyere tid
I 1892 havde Christian 9. og dronning Louise guldbryllup, og de af byens borgere indsamlede penge blev brugt til at opføre ”Kong Christian d. IX og Dronning Louises anlæg” foran Pavillonen, i daglig tale også kaldet Guldbryllupsanlægget. I 1907 måtte anlægget afgive noget plads til opførelsen af Skanderborg Vandværk, byens første vandværk. Byens første tennisbaner blev også placeret i anlægget, men de blev flyttet til en plads nærmere Sølund, da Landsudstillingen 1937 skulle afholdes. Skanderborg var fra 1928-36 desuden vært for De jydske Ungskuer, og derfor blev Skanderborg Friluftsteater med plads til 4000 siddende gæster oprettet nær Pavillonen, og man anvendte også teatret til stormøder, koncerter, folkedanserstævner o.l. I mange år blev Pavillonen bortforpagtet af Skanderborg Kommune og brugt som restauration, men i 1925 blev bygningen solgt til overretssagfører Chr. Holtet. I 1934 fik Åndssvageforsorgen lov til at opføre en åndssvageanstalt i Dyrehaven, som i dag fungerer som botilbud for mennesker med fysisk og psykisk handicap. Anstalten bliver i daglig tale kaldet Landsbyen Sølund eller blot Sølund, da den på et tidligt tidspunkt overtog den gamle Sølund hovedbygning og have.
Under besættelsen ødelagde værnemagten teatret, og ved restaureringen efter krigen indrettede man kun 1600 siddepladser. Generelt blev hele anlægget hårdt medtaget under besættelsestiden, da tyskerne beslaglagde hele Dyrehaven, og Sølund Åndssvageanstalt, og bl.a. opførte to store bunkers, hvor museet Skanderborgbunkerne i dag har hjemme, og en række træbygninger, som efter krigen blev indrettet til flygtningelejr. Den omfattede også Pavillon, som i dag rummer Restaurant Capri. Den tyske officersmesse blev indrettet til vandrerhjem, senere med tilhørende søbadeanstalt. I maj 1945 blev Dyrehaven overtaget af de engelske tropper.
I 1961 blev Hotel Skanderborghus opført på Fiskerholmen.
Dyrehaven er de seneste årtier blevet landskendt for at danne ramme om den årlige Skanderborg Festival med det sigende motto: "Danmarks smukkeste festival". Fra 2005-2009 blev Dyrehaven yderligere forskønnet med fire træskulpturer lavet af Frank Thode Sørensen, og i en kortere periode i 2009 ligeledes den ca. to tons tunge marmorskulptur Walther.